# Esbach (Main)
Der Esbach ist ein gut zwei Kilometer langer rechter und nördlicher Zufluss des Mains im unterfränkischen Landkreis Haßberge.

## Geographie

### Verlauf
Der Esbach entspringt im Südlichen Hesselbacher Waldland auf einer Höhe von etwa 303 m ü. NN knapp 50 m südwestlich des zur Gemeinde Gädheim gehörenden Ortsteiles Greßhausen in einer landwirtschaftlich genutzten Zone direkt an der Gemeindegrenze zwischen Schonungen und Gädheim jedoch noch auf dem Gebiet der Gemarkung Greßhausen.
Er fließt zunächst stark begradigt etwa einen drittel Kilometer entlang der Gemeindegrenze von Gädheim und Schonungen südsüdostwärts durch eine landwirtschaftlich geprägte Zone, schlägt dann einen kleinen Haken nach rechts und läuft danach in Richtung Südsüdosten durch ein enges Tal durch Felder und wird dabei etwas bachabwärts gut einen halben Kilometer von dichtem Gehölz begleitet. Er markiert dabei eine kurze Strecke lang die Gemeindegrenze von Gädheim zu Theres. Er wechselt nun auf das Gebiet der Gemeinde Theres und läuft durch Äcker und Felder mehr und mehr in Richtung Süden.
Er unterquert noch die B 26 und die Gleisanlagen der Bahnstrecke Bamberg–Rottendorf und mündet schließlich zwischen Untertheres und Ottendorf bei ungefähr Mainkilometer 345,9 auf einer Höhe von 216 m ü. NN von rechts und Norden in den Main.